# Antheraea halconensis
Antheraea halconensis is een vlinder uit de familie nachtpauwogen (Saturniidae), onderfamilie Saturniinae.
De wetenschappelijke naam van de soort is voor het eerst geldig gepubliceerd door U. Paukstadt & Brosch in 1996.